# Aldo Ray
Pour les articles homonymes, voir Aldo et Ray.
Aldo Ray, de son vrai nom Aldo Da Rae, est un acteur américain né le 25 septembre 1926 à Pen Argyl (Pennsylvanie) et mort le 27 mars 1991 à Martinez (Californie).

## Biographie
Né dans une famille d'origine italienne qui déménage quand il a 4 ans en Californie, il connaît une enfance heureuse. Adolescent, il fait partie de l'équipe de football américain de son lycée et est également un excellent nageur. Cette dernière qualité lui est utile quand, en 1944, à l'âge de 18 ans, il s'engage dans la United States Navy où il est employé comme nageur de combat, notamment pendant la bataille d'Okinawa. À la fin de la Seconde Guerre mondiale, il demeure dans les rangs de l'armée encore un an, jusqu'en mai 1946.
Démobilisé, il fréquente un temps une école technique, puis entre à l'université de Californie à Berkeley pour étudier les sciences politiques, mais abandonne au profit d'un poste de responsable politique dans le comté de Contra Costa, en banlieue de San Francisco.
En avril 1950, les studios de la Columbia Pictures envoient une équipe repérer de jeunes athlètes destinés à apparaître dans le film Saturday's Hero. Son frère Guido, qui a vu une annonce dans le journal, demande à Aldo de le conduire aux auditions. Grâce à sa carrière politique qui lui a donné une élocution très naturelle en public, Aldo signe un contrat et décroche le petit rôle d'un footballeur cynique dans le film. Columbia Pictures lui fait signer, en novembre 1950, un contrat de sept ans. Peu séduit par le mode de vie à Hollywood, le jeune acteur tente peu après d'annuler ce contrat, ce qui lui sera refusé.
Après un bout d'essai concluant où l'acteur donne la réplique à Jeff Donnell, une jeune actrice qui deviendra ultérieurement son épouse, le directeur de production de la Columbia Harry Cohn veut imposer à Aldo Da Rae de modifier son nom pour John Harrison, ce qui mène à de vifs pourparlers et au compromis du nom de scène Aldo Ray. En 1952, le réalisateur George Cukor le dirige avec soin dans ses premiers rôles secondaires importants : Chet Keefer dans Je retourne chez maman (The Marrying Kind) et, surtout, Davie Hucko dans Mademoiselle Gagne-Tout (Pat and Mike), où le jeune acteur est remarqué et remporte un Golden Globe. 
En 1953, il joue des rôles consistants dans plusieurs films, dont celui du sergent Phil O'Hara dans La Belle du Pacifique (Miss Sadie Thompson) aux côtés de Rita Hayworth. Dès lors, il enchaîne les films où il partage la tête d'affiche avec des stars, par exemple, en 1955, dans la comédie La Cuisine des anges (We're No Angels) de Michael Curtiz, qui met également en vedette Humphrey Bogart et Peter Ustinov, ou joue même le premier rôle, comme dans Poursuites dans la nuit (Nightfall) de Jacques Tourneur en 1957.
Il joue de nouveau un soldat gradé, un type de rôle qu'il reprendra souvent, quand il incarne le sergent Joseph R. "Montana" Willomet dans Cote 465 (Men in War), un film sur la guerre de Corée réalisé par Anthony Mann. Ce réalisateur donne, l'année suivante, un autre beau rôle à Ray dans Le Petit Arpent du bon Dieu (God's Little Acre), d'après le roman du même nom d'Erskine Caldwell. Après ce film, Aldo Ray n'est plus sous contrat avec Columbia et tourne à la RKO Pictures le film de Raoul Walsh Les Nus et les Morts (The Naked and the Dead), d'après le roman du même nom de Norman Mailer.
Les années 1960 voient Aldo Ray se cantonner presque exclusivement dans les rôles de militaires ou de policiers. Parmi les films notoires de cette période, citons, en 1965, L'Enquête (Sylvia) de Gordon Douglas, d'après le roman de E.V. Cunningham ; en 1966, Qu'as-tu fait à la guerre, papa ? (What Did You Do in the War, Daddy?) de Blake Edwards et, en 1968, Les Bérets Verts (The Green Berets) de Ray Kellogg et John Wayne.
Les années 1970 marquent un net déclin dans la carrière de l'acteur qui participe à une série de productions médiocres, souvent tournées en Europe. Pendant cette période, ce sont ses apparitions dans des épisodes de séries télévisées américaines qui mettent le mieux à profit son talent. Toutefois, ses problèmes d'alcool lui donnent mauvaise réputation et lui font perdre, en 1984, un rôle dans Dune de David Lynch. Son dernier grand film demeure Le Sicilien (The Sicilian) de Michael Cimino en 1987.
Un diagnostic de cancer de la gorge, posé en 1989, met pratiquement fin à sa carrière. Il perd son combat contre la maladie en mars 1991.

## Filmographie

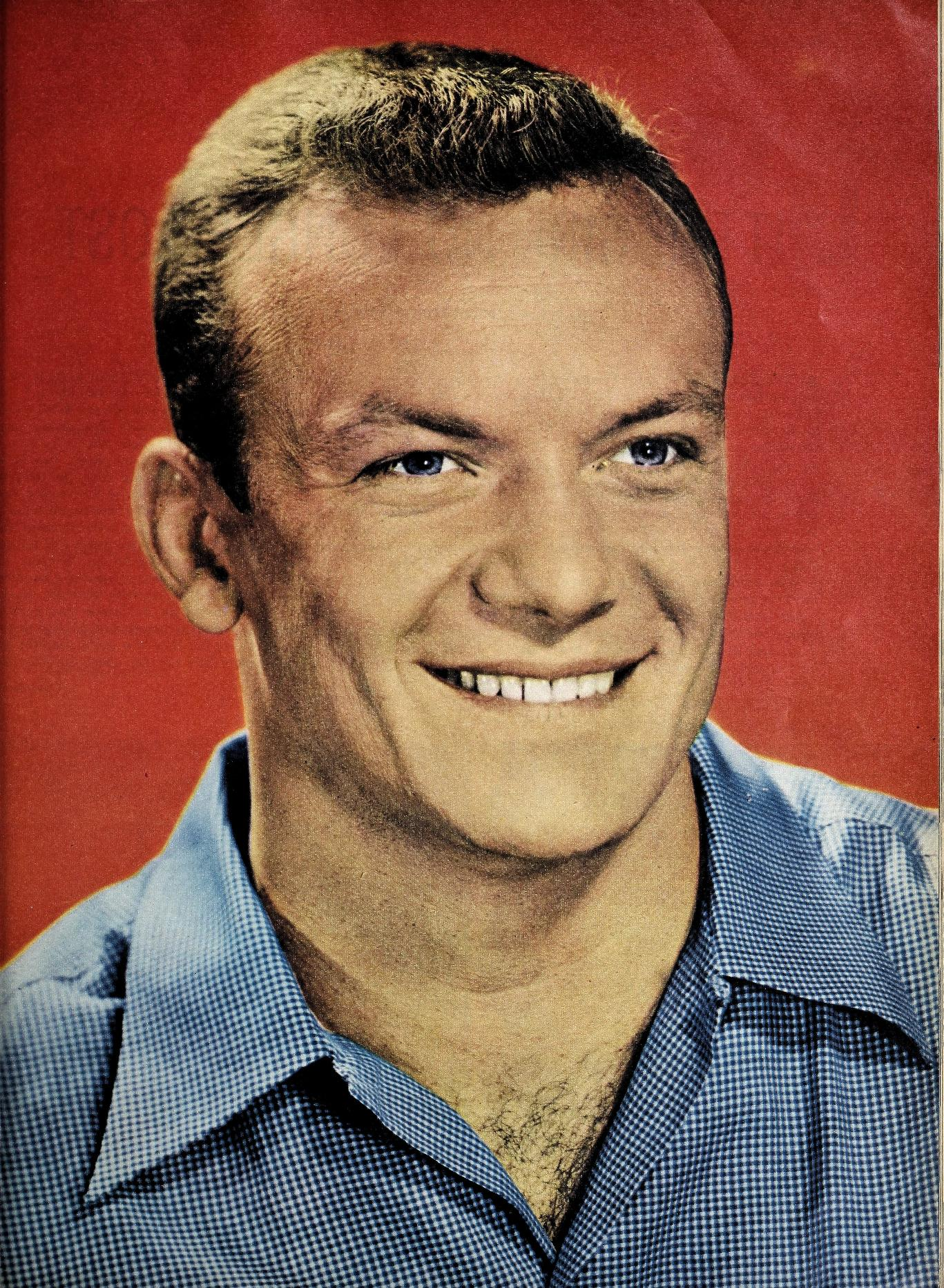
Aldo Ray en 1955.